# Богомил Стършенов
Богомил Методиев Стършенов е български пианист и музикален педагог. Като пръв генерален директор на Главна дирекция „Българска музика“, Стършенов слага начало на организирания концертен живот в България.

## Биография
Роден е на 26 ноември 1926 година в семейството на македонски българи. Баща му е просветният деец и политик от Кичево Методи Стършенов, а майка му е учителката Донка Стършенова от Прилеп. В 1953 година завършва Консерваторията в София при професор Андрей Стоянов. Учи при Генрих Нейгауз.
Започва работа като преподавател в Консерваторията в 1953 година и работи там до внезапната си смърт в 1985 година. От 1975 година е професор, а в един период става заместник-ректор. В 1969 година става генерален директор на новосформираната Главна дирекция „Българска музика“, която оглавява до 1974 година. Стършенов е инициатор и организатор на международния музикален фестивал Софийски музикални седмици. В 60-те години на XX век полага основите на движението „Българска музикална младеж“, като част от международната младежка организация „Жонес Мюзикал“ и е член на нейното ръководство. Член е на редица авторитетни международни конкурси, сред които „Чайковски“, „Лонг-Тибо“, „Алесандро Казагранде“ и други, като също така е член на ръководството и участник в изяви на Международния театрален институт. Стършенов влиза в Бюрото на Комитета за култура като началник на управление „Музика“, заместник-председател е на Съюза на музикалните дейци от 1965 до 1979 година и до смъртта си е член на Управителния съвет и Бюрото на Съюза. Член е на Съюза на българските композитори и на редакцията на вестник „Народна култура“.
В некролог на Стършенов във вестник „Народна култура“ професор Георги Робев пише:
| „ | В личността му с еднаква сила се обединяваха талантливият пианист-изпълнител и клавирен педагог с ярко изявения музикант общественик, неуморният радетел за масово музикално възпитание, пламенният строител на съвременната българска музикална култура, пишещият музкант, чието перо беше еднакво образно и силно в публицистиката, в киритката и рецензията, в музиковедските публикации и в музикално-педагогическите изследвания. Навсякъде блестеше неговата богата ерудиция, находчива мисъл, трезва преценка, умно практическо насочване, всестранна компетентност на един развит интелект, на една духовно богата личност. | “ |

Професор Пламен Джуров пише:
| „ | [Стършенов е] основен конструктор на разпространителската мрежа за музика в България. Стършенов е с широки международни връзки, остроумен, чаровен и много организиран. Днес е полузабравен, недооценен, но тогава в периода 1960-1980 (а и след това), възможностите за изява на българските музиканти се дължат на условията, които той създава. Всъщност този период може да се определи като време за „отваряне на границите“ за музикалното изкуство. | “ |